# Музей истории Тенерифе
Музей истории Тенерифе (исп. Museo de Historia de Tenerife) — особняк, находящийся на острове Тенерифе и хранящий внутри его историю и антропологию.

## Основание
Музей основан в декабре 1993 года в здании под названием Каза Леркаро на одной из улиц в центре города Сан-Кристобаль-де-ла-Лагуна, что находится на острове Тенерифе — одном из Канарских островов. Само здание музея появилось здесь за несколько веков до этого.

## Цель создания
Музей создан для распространения истории, а также институционального, экономического и культурного развития острова с XV по XX века. Кроме того, данный музей является местом исследования, сохранения и выставки документальных и библиографических сокровищ.

## Строительство
Строительство здания началось во второй половине XVI века по приказу генуэзских купцов рода Леркаро, прибывших в те времена на остров Тенерифе.

## Легенда
С музеем истории Тенерифе напрямую связана легенда о Каталине Леркаро, призрак которой, по словам работников музея, бродит по его залам.